# 笹下
笹下（ささげ）は、横浜市港南区東部の地名。現行行政地名は笹下一丁目から笹下七丁目。住居表示実施済み区域。上大岡の南に位置し、東側と南側は磯子区に接する。

## 街概要
笹下川・笹下釜利谷道路（旧金沢道）沿いに古くから開けた土地であり、明治時代には久良岐郡の中心として発展した。地域の盆踊りなどでは、「笹下よいとこ」というオリジナルの歌が流される事がある。

## 地名由来
『武州久良岐郡地名考』や『日本城郭大系』によれば、笹下の地名は、間宮氏の出身地である近江国篠箇郷の地名由来であるとされる。笹下川の河川名由来も地名と同じく城に由来する。

## 地理

### 笹下一・二・三丁目
笹下川東側の南北に細長い地域で、東側は磯子区森が丘・森に接する。一丁目には、総戸数430戸の笹下台団地が1969年に完成した。二丁目の関宮山東樹院付近は江戸時代には高札場が置かれ、明治時代は郡役所などが置かれていた。現在、郡役所は住宅地となっている。北条実時の病を治した言い伝えの残る「鰻の井戸」が保存されている。
明治時代に石川楼と言う料亭が存在し、皇族が杉田梅林に観梅に行く際の休憩所としても利用されていた。環状2号の南側の三丁目には日下小学校があり、ファミリーレストランなどのロードサイド型店舗も点在する。

### 笹下四丁目
磯子区洋光台一丁目から笹下四丁目に、間宮氏の居城である笹下城の主要部分が存在した。梅花山成就院の裏の丘頂上部一帯が本丸と伝わる。
江戸時代初期に間宮直元によって笹下間宮家の陣屋が洋光台1丁目の元笹下橋付近に置かれた。陣屋の門は成就院に移築され現存。幕末の鎌倉事件で実行犯として後から出頭した間宮一の墓も同寺に現存する。

### 笹下五丁目
五丁目を東西に環状2号が貫き、通りの南側の丘の上には笹下中央公園がある。公園内は雑色杉本遺跡と言う縄文時代から古墳時代にかけての複合遺跡でもあり、環状2号線建設に伴う発掘調査により竪穴建物跡や土坑などが検出された。教育委員会により発掘調査の概要と、公園地下に遺跡が保存されていることを示す説明看板が設置されている。
また、この公園は笹下城の出丸の一つの北見掃部屋敷跡で、切岸と犬走りが存在したともいうが、発掘調査結果は、城のような地形は自然の地形で、城跡や中世に属する遺構は発見されなかった。
かつての雑色村であり、雑色町内会の名にその名残を留めている。

### 笹下六 - 七丁目
笹下川西側の住宅地。北は港南区港南、南は磯子区洋光台、西は港南区日野中央の日野公園墓地に接する。
笹下七丁目から天照大神宮を経て横浜市立笹下中学校にかけての丘陵は笹下城の出城の松本城が存在した。この丘陵の天照大神宮付近には現在も「中の丸」の名が残り、丘の頂上部近く、桜道が交差する辺りは「陣が台」の地名が残り練兵場や有事の指揮所として機能していたと『日本城郭大系』や『久良岐郡地名考』等で考察されている。
六・七丁目の新興住宅地は、駅から遠く長らく交通が不便な場所であったが、2001年に江ノ電バスによる路線バスが開通した。
横浜市立笹下中学校や、鎌倉街道沿いの笹下港南中央通バス停などに笹下の名を冠した施設が見られるが、前者は港南区港南五丁目、後者は港南区港南中央通にあり、現在の笹下の町域からは外れる。磯子区の田中・栗木・峯・矢部野（現在の洋光台）は上笹下地区と呼ばれ、町内会名などに名前が残る

### 面積
面積は以下の通りである。
| 丁目       | 面積（km²） |
| ---------- | ----------- |
| 笹下一丁目 | 0.152       |
| 笹下二丁目 | 0.232       |
| 笹下三丁目 | 0.258       |
| 笹下四丁目 | 0.136       |
| 笹下五丁目 | 0.228       |
| 笹下六丁目 | 0.214       |
| 笹下七丁目 | 0.108       |
| 計         | 1.328       |

### 地価
住宅地の地価は、2025年（令和7年）1月1日の公示地価によれば、笹下6-25-7の地点で17万2000円/m²となっている。

## 歴史
発掘された雑色杉本遺跡などから、縄文時代より人が暮らしていたと考えられている。
元は磯子区南部から現在の港南区の内旧武蔵国域に及ぶ広範囲が杉田郷だったと考えられている。間宮氏の入部後に笹下郷が分離、天文年間（1532年 - 1555年）に、笹下村・関村・雑色村・松本村に分かれた。関村は現在の笹下二丁目を中心とした地域、雑色村は四 - 七丁目および三丁目の南側、松本村は一丁目北側と港南の一部に概ね相当するが、飛地や入会地が多く、境ははっきりしていない。
天文年間には領主の間宮豊前守信元が、現在の笹下四丁目を中心に笹下城を築城した。
『新編武蔵風土記稿』によると、江戸時代中期には関村では34戸、雑色村42戸、松本村64戸が暮らしていたと記されている。東京・横浜と三浦半島を結ぶ街道沿いにあり、明治時代には郡役所や警察署、登記所、料亭などがおかれ、久良岐郡の行政や商業の中心地となったが、横浜市編入により郡役所が閉庁し、警察署の統廃合に加え根岸湾沿いに国道ができると店舗が減少し、元の農村に戻っていった。明治中期ごろからは花卉の販売を行う農家が多かった。江戸時代から明治時代の杉田から笹下一帯は、杉田間宮家が植林した杉田梅林が観梅の名所となった。

## 沿革
- 室町時代 - 杉田郷の一部だったが、近江源氏佐々木氏支族間宮氏の入部の頃から、「笹下」の地名が登場する。
- 1590年頃(安土桃山時代) - 後北条氏滅亡により領主間宮直元が徳川家康の直臣となり、笹下城は廃城となった。新たに設置された本牧代官職を務める間宮直元によって旧笹下城若宮曲輪付近に笹下陣屋が置かれた。
- 1868年（明治元年） - 神奈川県関村、雑色村、松本村となる。
- 1868年頃 - 金沢道を拡幅、国道45号（現在の国道45号とは異なる）となる。
- 1872年 - 関村・雑色村・松本村が合併し、笹下村となる。
- 1873年 - 警察第二区務所が開設された。（1977年に笹下分署、1893年に石川警察署日下分署に改称）
- 1875年 - 郵便局が開設された。
- 1877年 - 笹下小学校が東樹院裏手に開校。
- 1870年 - 郡制施行。神奈川県久良岐郡笹下村となり、東樹院隣（現在の笹下二丁目）に郡役所が設けられた。
- 1880年 - 区裁判所笹下出張所（登記所）が開設された。
- 1884年1月3日 - 大火が発生、関中心部の東樹院や郡役所、笹下小学校が焼失した。
- 1889年 - 笹下村と日野村が合併、日下村となる。
- 1903年5月5日 - 笹下小学校と上笹下小学校が統合、日下小学校となる。
- 1914年（大正3年） - 根岸湾沿いに横須賀街道（現在の国道16号）が整備されたことにより、国道45号が村道に格下げ。
- 1921年 - 相武自動車により、弘明寺から笹下を経て峰を結ぶ路線バス開設。
- 1926年 - 石川警察署日下分署が独立昇格、日下警察署になる。
- 1927年 - 横浜市に編入、中区笹下町となる。
- 1928年 - 日下警察署が、新設の大岡警察署に統合される。
- 1931年 - 打越交差点付近と屏風浦方面とを結ぶ清水坂通りの新道（後の環状2号線）開通。
- 1943年 - 南区新設、南区笹下町となる。
- 1949年 - 江ノ電により、戦時中に運行休止した路線バスの運行が再開される。
- 1956年 - 廃河川敷を編入。
- 1969年 - 港南区新設、港南区笹下町となる。
- 1977年8月1日 - 住居表示実施。笹下町を廃止し、笹下一丁目から七丁目となる[15]
- 1999年 - 打越交差点と日野立体との間の環状2号線開通。
- 2001年 - 笹下六・七丁目を通り、上大岡駅と洋光台駅を結ぶ江ノ電バス（こまわりくん）運行開始。

### 町名の変遷
| 実施後     | 実施年月日               | 実施前（各町名ともその一部）         |
| ---------- | ------------------------ | ------------------------------------ |
| 笹下一丁目 | 1977年（昭和52年）8月1日 | 笹下町（一部）                       |
| 笹下二丁目 | 1977年（昭和52年）8月1日 | 笹下町、磯子区森が丘二丁目（各一部） |
| 笹下三丁目 | 1977年（昭和52年）8月1日 | 笹下町、磯子区田中町、森町（各一部） |
| 笹下四丁目 | 1977年（昭和52年）8月1日 | 笹下町（一部）                       |
| 笹下五丁目 | 1977年（昭和52年）8月1日 | 笹下町（一部）                       |
| 笹下六丁目 | 1977年（昭和52年）8月1日 | 笹下町（一部）                       |
| 笹下七丁目 | 1977年（昭和52年）8月1日 | 笹下町（一部）                       |

## 世帯数と人口
2025年（令和7年）6月30日現在（横浜市発表）の世帯数と人口は以下の通りである。
| 丁目       | 世帯数    | 人口     |
| ---------- | --------- | -------- |
| 笹下一丁目 | 1,025世帯 | 1,955人  |
| 笹下二丁目 | 1,280世帯 | 2,441人  |
| 笹下三丁目 | 1,537世帯 | 3,272人  |
| 笹下四丁目 | 712世帯   | 1,866人  |
| 笹下五丁目 | 1,483世帯 | 3,039人  |
| 笹下六丁目 | 1,132世帯 | 2,449人  |
| 笹下七丁目 | 659世帯   | 1,440人  |
| 計         | 7,828世帯 | 16,462人 |

### 人口の変遷
国勢調査による人口の推移。
| 年                 | 人口   |
| ------------------ | ------ |
| 1995年（平成7年）  | 16,066 |
| 2000年（平成12年） | 16,032 |
| 2005年（平成17年） | 16,123 |
| 2010年（平成22年） | 15,707 |
| 2015年（平成27年） | 15,404 |
| 2020年（令和2年）  | 16,123 |

### 世帯数の変遷
国勢調査による世帯数の推移。
| 年                 | 世帯数 |
| ------------------ | ------ |
| 1995年（平成7年）  | 5,894  |
| 2000年（平成12年） | 6,282  |
| 2005年（平成17年） | 6,420  |
| 2010年（平成22年） | 6,479  |
| 2015年（平成27年） | 6,488  |
| 2020年（令和2年）  | 6,934  |

## 学区
市立小・中学校に通う場合、学区は以下の通りとなる（2024年11月時点）。
| 丁目       | 番地                                               | 小学校             | 中学校             |
| ---------- | -------------------------------------------------- | ------------------ | ------------------ |
| 笹下一丁目 | 3番1 - 27号 10番                                   | 横浜市立日下小学校 | 横浜市立笹下中学校 |
| 笹下一丁目 | 1番、2番 3番28号 - 9番 11 - 15番                   | 横浜市立南台小学校 | 横浜市立笹下中学校 |
| 笹下二丁目 | 1番                                                | 横浜市立南台小学校 | 横浜市立笹下中学校 |
| 笹下二丁目 | 2番 - 30番16号 30番18号 30番20号 - 32番            | 横浜市立日下小学校 | 横浜市立笹下中学校 |
| 笹下三丁目 | 全域                                               | 横浜市立日下小学校 | 横浜市立笹下中学校 |
| 笹下四丁目 | 全域                                               | 横浜市立日下小学校 | 横浜市立笹下中学校 |
| 笹下五丁目 | 2 - 6番 8 - 19番 23番2 - 6号 24番、28番            | 横浜市立日下小学校 | 横浜市立笹下中学校 |
| 笹下五丁目 | 1番、7番 20番 - 23番1号 23番7号 - 最終号 25 - 27番 | 横浜市立南台小学校 | 横浜市立笹下中学校 |
| 笹下六丁目 | 28番                                               | 横浜市立南台小学校 | 横浜市立笹下中学校 |
| 笹下六丁目 | 1 - 27番 29 - 39番                                 | 横浜市立日下小学校 | 横浜市立笹下中学校 |
| 笹下七丁目 | 27番18号 - 最終号                                  | 横浜市立日下小学校 | 横浜市立笹下中学校 |
| 笹下七丁目 | 1番 - 27番17号                                     | 横浜市立南台小学校 | 横浜市立笹下中学校 |

## 事業所
2021年（令和3年）現在の経済センサス調査による事業所数と従業員数は以下の通りである。
| 丁目       | 事業所数  | 従業員数 |
| ---------- | --------- | -------- |
| 笹下一丁目 | 39事業所  | 366人    |
| 笹下二丁目 | 53事業所  | 272人    |
| 笹下三丁目 | 58事業所  | 633人    |
| 笹下四丁目 | 10事業所  | 241人    |
| 笹下五丁目 | 42事業所  | 202人    |
| 笹下六丁目 | 30事業所  | 153人    |
| 笹下七丁目 | 20事業所  | 75人     |
| 計         | 252事業所 | 1,942人  |

### 事業者数の変遷
経済センサスによる事業所数の推移。
| 年                 | 事業者数 |
| ------------------ | -------- |
| 2016年（平成28年） | 280      |
| 2021年（令和3年）  | 252      |

### 従業員数の変遷
経済センサスによる従業員数の推移。
| 年                 | 従業員数 |
| ------------------ | -------- |
| 2016年（平成28年） | 1,547    |
| 2021年（令和3年）  | 1,942    |

## 交通
町内を南北に走る笹下釜利谷道路と東西に走る環状2号線が、町の中央部の打越交差点で交わる。町内に鉄道駅はなく、上大岡駅から笹下釜利谷道路を通り上中里団地や洋光台駅、横浜駅から上大岡駅経由で栗木を結ぶ江ノ電バスの利用が主となる。西部の六・七丁目は、上大岡駅から港南区総合庁舎前・桜道経由で洋光台駅を結ぶ江ノ電バス（こまわりくん）が利用できる。

## その他

### 日本郵便
- 郵便番号 : 234-0052[3]（集配局：港南台郵便局[25]）

### 警察
町内の警察の管轄区域は以下の通りである。
| 丁目       | 番・番地等 | 警察署     | 交番・駐在所 |
| ---------- | ---------- | ---------- | ------------ |
| 笹下一丁目 | 全域       | 港南警察署 | 笹下交番     |
| 笹下二丁目 | 全域       | 港南警察署 | 笹下交番     |
| 笹下三丁目 | 全域       | 港南警察署 | 笹下交番     |
| 笹下四丁目 | 全域       | 港南警察署 | 笹下交番     |
| 笹下五丁目 | 全域       | 港南警察署 | 笹下交番     |
| 笹下六丁目 | 全域       | 港南警察署 | 笹下交番     |
| 笹下七丁目 | 全域       | 港南警察署 | 笹下交番     |